# Johan Snack

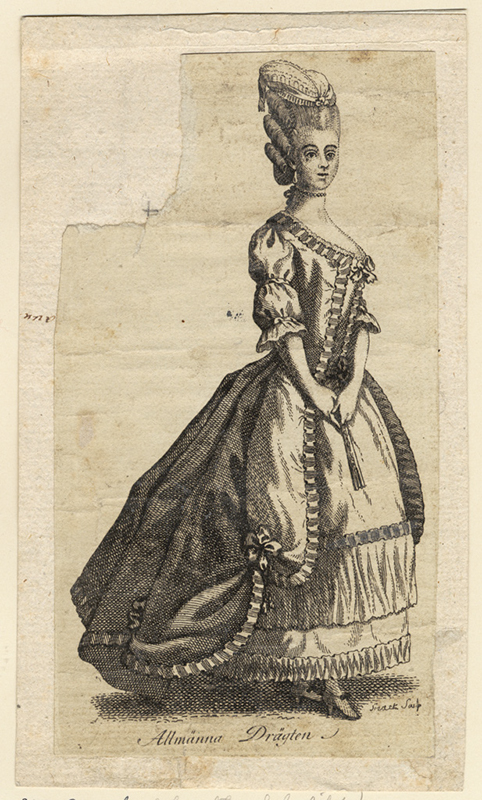
Gustaf III:s nationella dräkt tecknad av Johan Snack och ingår numera i Nordiska museets samling.

Johan Snack, född 30 januari 1756 i Stockholm, död 20 december 1787 i Stockholm, var en svensk tecknare, målare och kopparstickare.
Han var son till kattunsarbetaren Johan Snack och Catharine Johansdotter Tunman och från 1778 gift med Hedvig Charlotta Curos. Snack fick sin första undervisning i teckning vid den nyinrättade ritskolan på Barnhuset i Stockholm där han hamnade efter sina föräldrars död. När Per Floding 1766 annonserade efter unga män med geni för ritning till sin statsunderstödda gravyrskola anmälde sig Snack som efter lärotiden fick arbeta för den koleriske hovgravören Floding i tio år.  
Hans produktion består huvudsakligen av graverade eller tecknade Stockholmsutsikter, kopparsticksporträtt efter kända målare och bokillustrationer. Han nådde inte någon större ekonomisk eller social framgång och den officiella erkänslan inskränkte sig till Konstakademins tredje medalj för några teckningar som visades på akademins utställning 1777. När han 1783 ansökte om pension hos kunglig majestät blev det efter remiss till Konstakademien avslag.  
Snack försökte som många andra tecknare vid tiden slå mynt av stockholmarnas nyupptäckta topografiska intresse och utförde omkring 1780 på bekostnad av borgmästaren i Halmstad Eric G Sefström tre kopparstick med Rådhuset, Börsen och Operan ämnade at höra til en kort Beskrifning öfver Stockholms Stad. Bland Snacks övriga Stockholmsbilder märks Utsikt av Stockholms stad och Södermalm åt Saltsjösiden som han utförde 1783. Bland porträtten märks en serie om 20 blad med svenska regenter och drottningar från Gustav Vasa till Gustav IV Adolf och en serie med 4 blad som visar 40 porträtt av representanter från de fyra stånden som var representanter vid prins Gustaf Adolfs dop. Han utförde dessutom ett antal konstnärsporträtt med bland annat Lorens Pasch, Hugo Herman von Saltza, Carl Fredrich Brander och Anders Eklund. Han utförde bland annat illustrationen till sorgedekorationen vid Adolf Fredriks begravning i Riddarholmskyrkan 1771, titelvignetter för Kungliga Svenska Patriotiska sällskapet samt teckningar till CG Roos Samling af swenska arméns uniformer.  
Snack är representerad vid Nationalmuseum, Uppsala universitetsbibliotek, Kalmar konstmuseum, Nordiska museet, Gripsholm och med ett självporträtt vid Kungliga biblioteket i Stockholm.